# Vålerenga Fotball Damer
Vålerenga Fotball Damer en professionell damfotbollsklubb baserad i Norges huvudstad Oslo. Klubben spelar 2025 i Toppserien, som är den högsta divisionen inom damfotboll i Norge.
Laget tog sig upp till Toppserien för första gången 2011 efter att ha avancerat från Första divisionen. Därmed blev Vålerenga den tredje norska klubben med både ett herr- och damlag i högstaligan, och den första klubben vars eget damlag avancerade till Toppserien. De två andra klubbarna, Stabæk Fotball och Lillestrøm SK, hade istället övertagit andra klubbars damlag.
År 2020 skrev klubben historia genom att vinna både Toppserien och NM Kvinner (norska cupen) – deras första stora titlar efter att tidigare ha slutat som tvåa i tävlingarna. Därefter har de vunnit: 
- Toppserien: 2020, 2023, 2024
- Norska cupen: 2020, 2021, 2024